# 長崎市乗合タクシー
長崎市乗合タクシー（ながさきしのりあいタクシー）とは、長崎県長崎市にて運行している、乗合タクシーである。

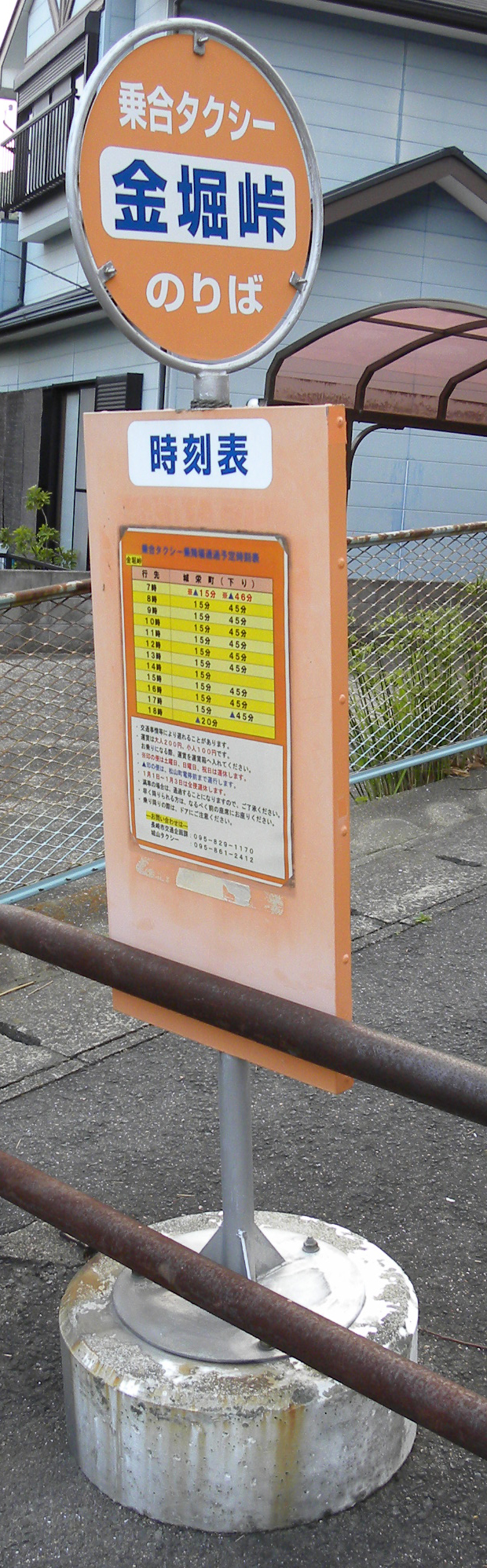
乗合タクシーの停留所（金堀地区）

## 概要
- 斜面に市街地が広がる地形的特性や道路事情から発生している「バス空白地域」の解消のため、市が主体となって運行している。
- 運行地域は、市内の各地区に点在している。現在運行している地区は以下の通り。

1. 丸善団地地区
2. 矢の平・伊良林地区
3. 北大浦地区
4. 金堀地区
5. 西北地区

- 全ての地区で、毎日運行。但し1/1～1/3は運休。
- 運賃は全ての地区で1回200円（中学生以上）、小学生以下100円、1歳未満の乳児は無料。大人同伴の幼児（1歳～5歳）は2名まで無料。長崎スマートカードは利用不可。
  - 障害者には運賃が半額になる制度がある。
  - 運賃先払い制である。
- 運行は以下の事業者に委託されている。

1. 丸善団地地区 - ラッキー自動車
2. 矢の平・伊良林地区 - 丸寿タクシー
3. 北大浦地区 - 文化タクシー
4. 金堀地区 - 城山交通
5. 西北地区 - 住吉タクシー

- - 金堀地区は運行開始当初は城山タクシーに委託されていたが、同社の倒産[1] により、城山交通に事業譲渡した。[2]

## 沿革
- 2002年4月8日 - 丸善団地地区、矢の平・伊良林地区にて運行開始。[3]
- 2003年4月1日 - 北大浦地区、金堀地区運行開始。[3]
- 2009年10月1日 - 西北地区にて本格運行運行開始。

## 路線
各地区ごとの路線は以下の通り。　※A／BはAまたはBの選択経由

### 丸善団地地区
以下1路線がある。
- チトセピア横 - 昭和町 - 元Sマート前 - 公民館前 - 三原小学校前

### 矢の平・伊良林地区
以下1路線がある。
- 諏訪神社前バス停付近（下りのみ） - 新大工町 - 蛍茶屋 - 矢の平3丁目／矢羽根グランドハイム前（上りの一部便のみ） - 佐久間商店前 - 風頭町
  - 諏訪神社前バス停付近まで走るのは下り（風頭町始発）の便のみで、上りの便は、全て新大工町始発になる。

### 北大浦地区
以下3路線がある。
新地ルート
- （上り）新地 - 市民病院横 - 昭和会病院裏 - 海星高校前 - 東山町
- （下り）東山町 - 海星高校前 - 昭和会病院裏 - つりがね堂薬局前 - 十善会病院前
  - 下り便の一部は、つりがね堂薬局前止。

石橋ルート
- 石橋 - 梅香崎中学校前 - 昭和会病院裏 - 海星高校前 - 東山町

館内ルート
- 新地 - 唐人屋敷入口 - 館内

### 金堀地区
以下1路線がある。
- 松山町電停前 - 遊ING裏 - 城栄会公民館前 - 十八銀行横（上り）／城栄商店街P前（下り） - 図書センター前 - 西城山小学校下 - （金堀西部公園前 - ）金堀峠
  - 松山町電停前 - 遊ING裏間は朝夕の数便のみ。朝の上り便に例外的に一丁目、金堀西部公園をショートカットする便がある。

### 西北地区
以下4路線がある。
岩屋ルート

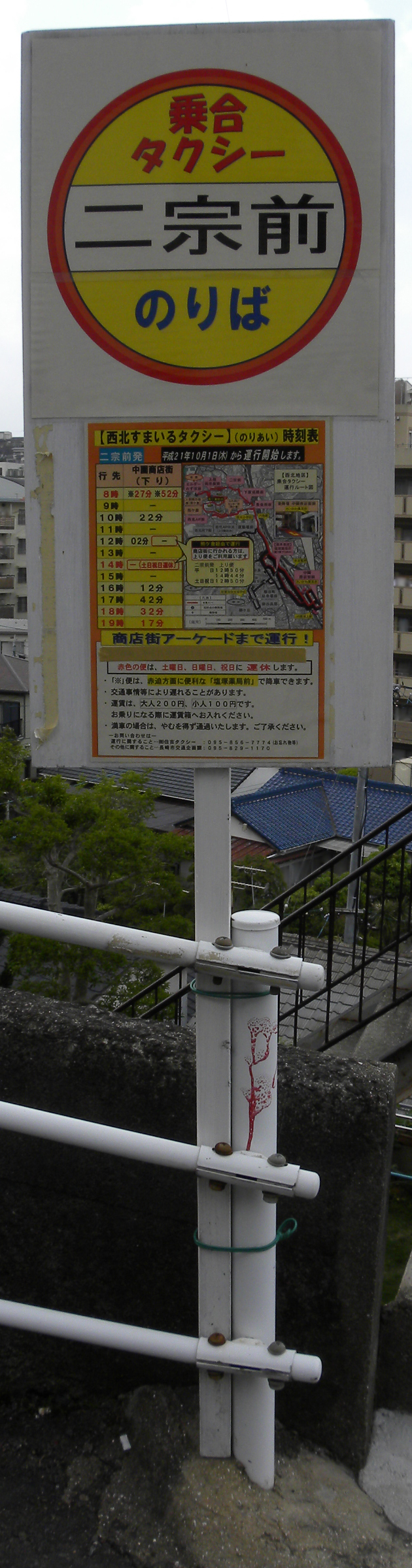
西北地区の停留所

- 中園商店街前 - 塩塚薬局前（下り朝便の一部のみ経由） - （集会所前 - 西北AP前 - ）二宗前 - エルダーみずほ前
  - 一部、集会所前 - 西北AP前間を経由しない便がある。
- （下り一部便のみ）エルダーみずほ前 - 熊ヶ倉 - 集会所前 - 中園商店街前

西北ルート
- 中園商店街前 - 塩塚薬局前（下り朝便の一部のみ経由） - 若竹AP上（上りのみ） - 西北町7組 - サーパス前

若竹ルート
- 中園商店街前 - 塩塚薬局前（下り朝便の一部のみ経由） - みどり幼稚園下 - 若竹県警AP上

柳谷ルート
- 中園商店街前 - 柳谷町駐車場 - 柳ケ丘 - 柳谷高部 - 柳谷町駐車場 - 塩塚薬局前（朝便の一部のみ経由） - 中園商店街前

## 車両
- 各地区とも10人乗りジャンボタクシー（トヨタ・ハイエース）1台を使用している。

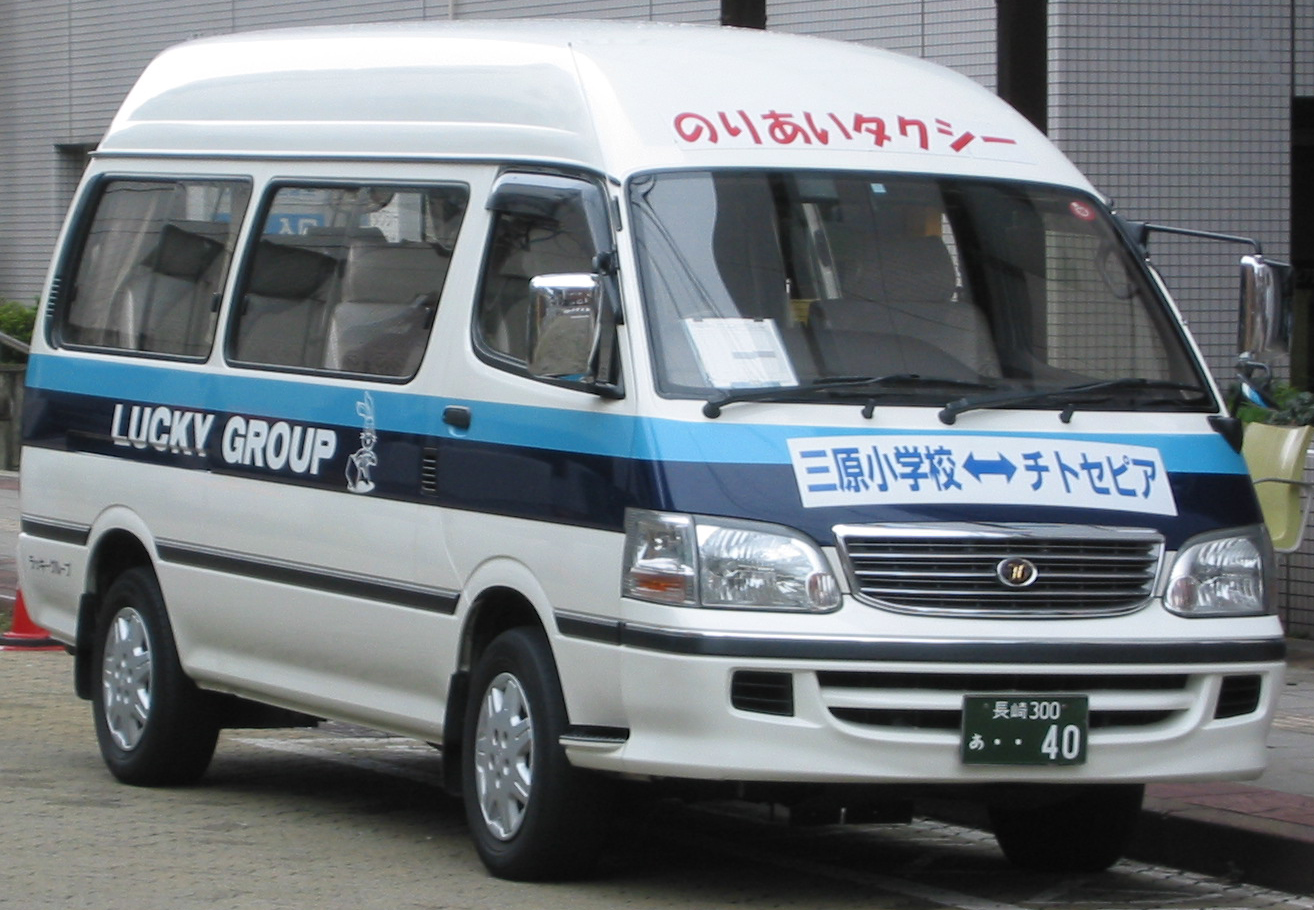
丸善団地地区の車両 （ラッキー自動車）
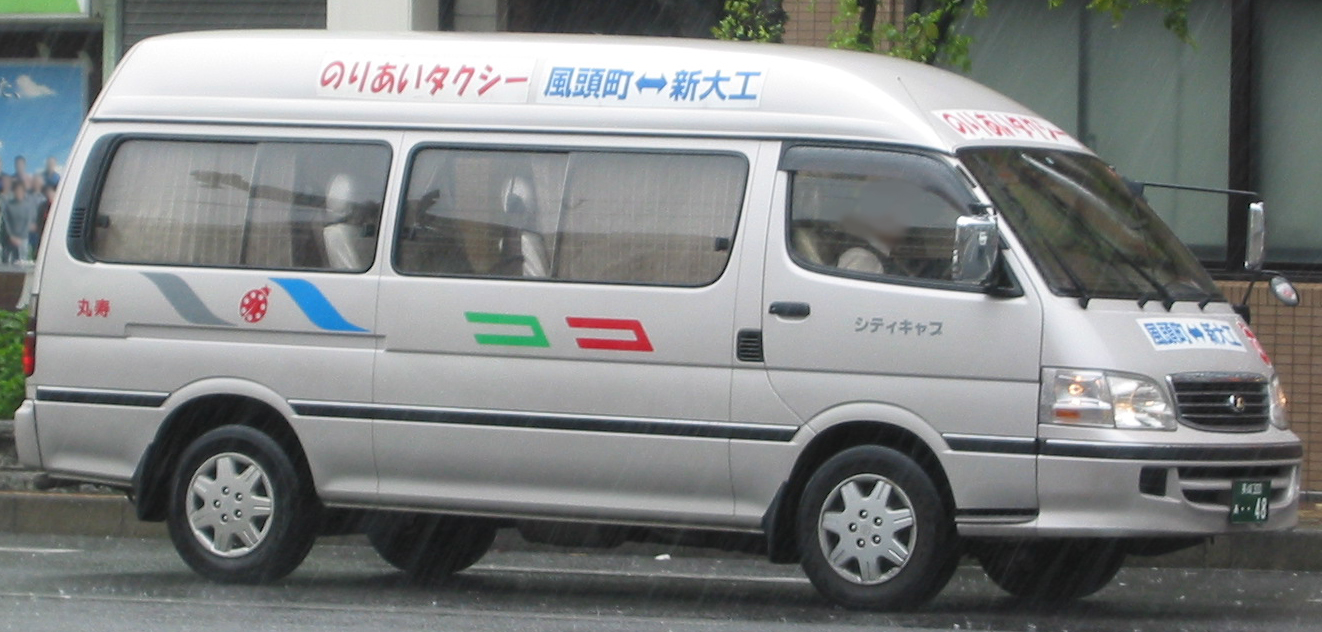
矢の平・伊良林地区の車両（丸寿タクシー）
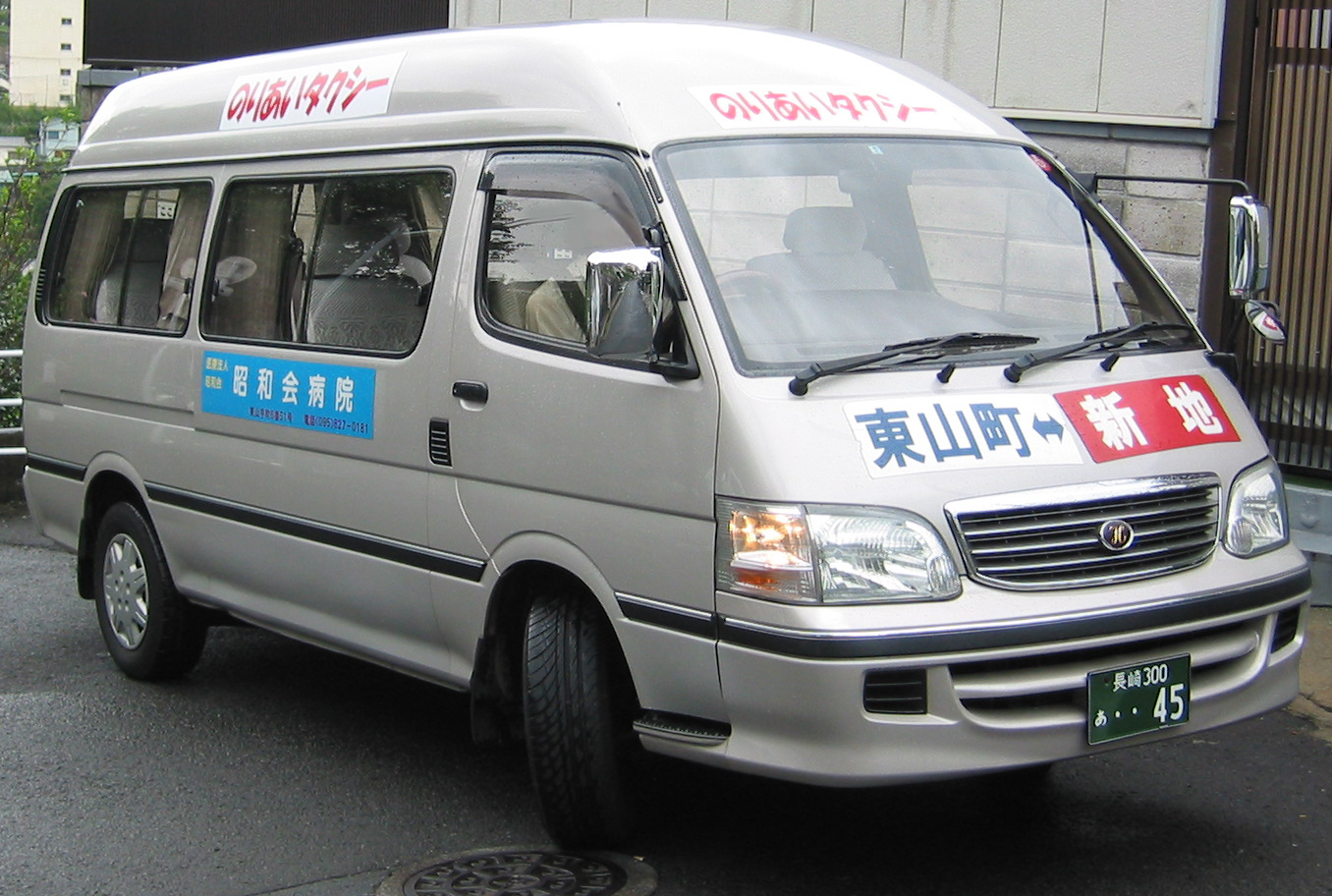
北大浦地区の車両 （文化タクシー）
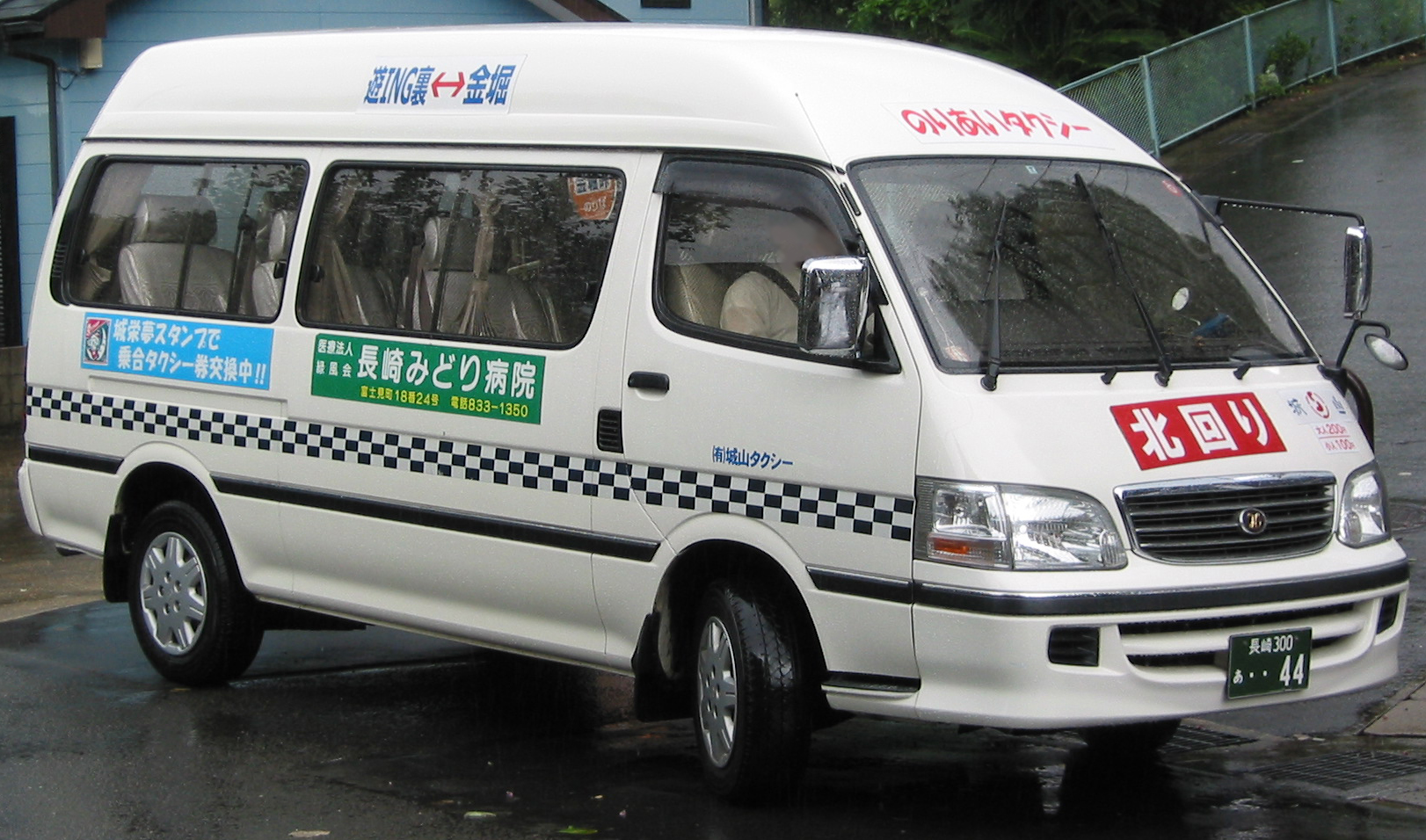
金堀地区の車両 （城山タクシー（当時））
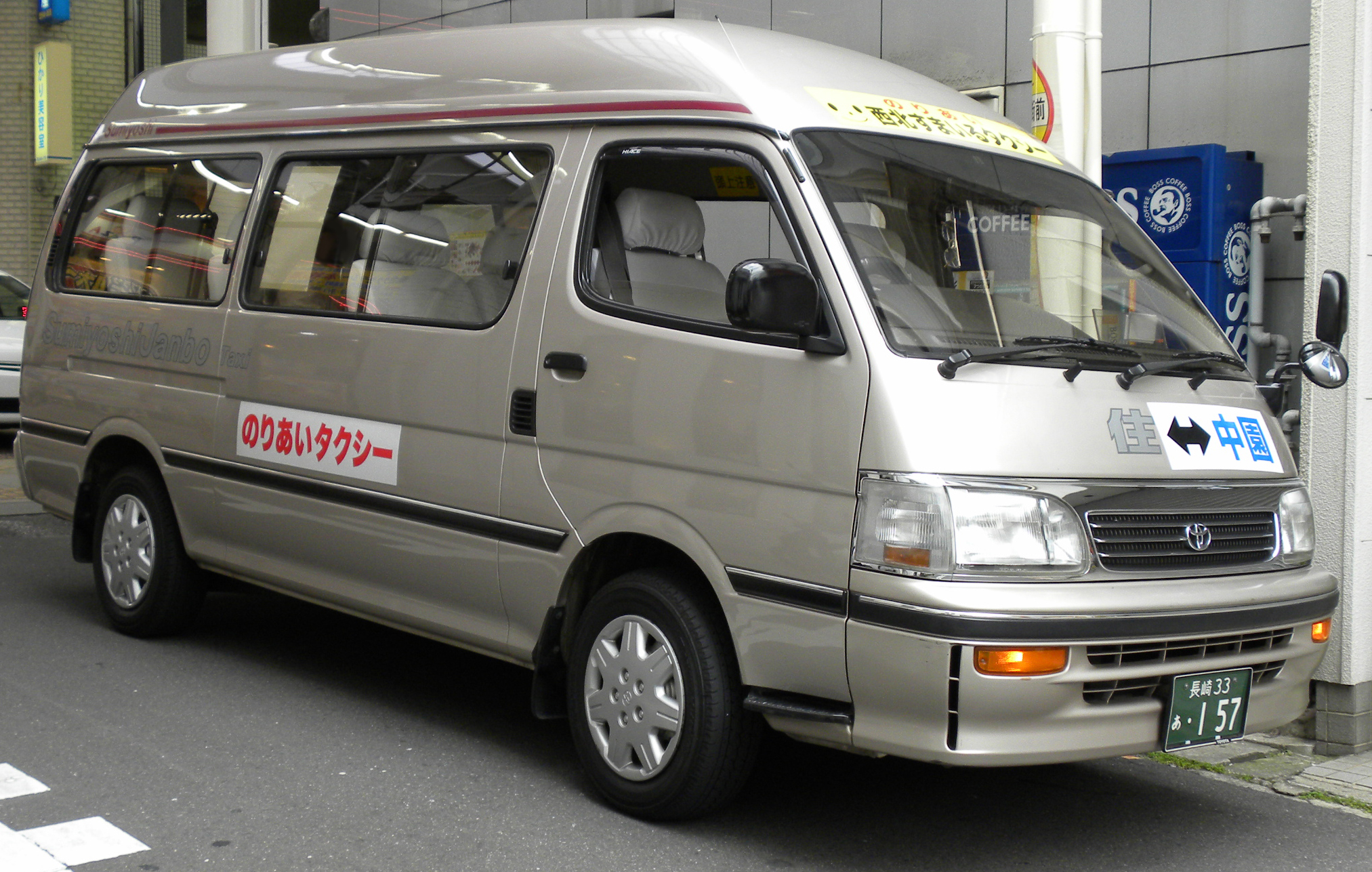
西北地区の車両 （住吉タクシー）